# Kött

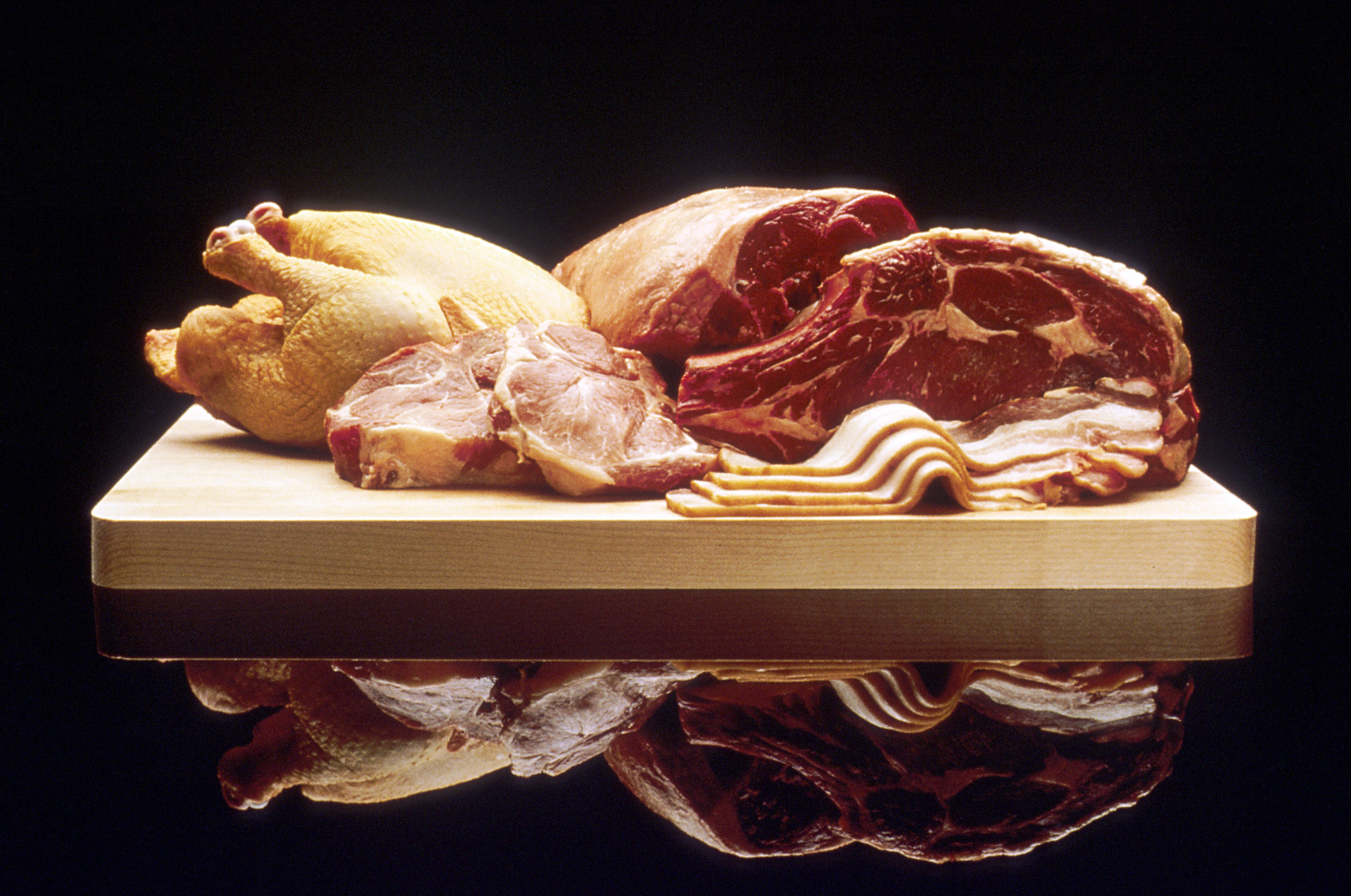
Olika sorters kött.

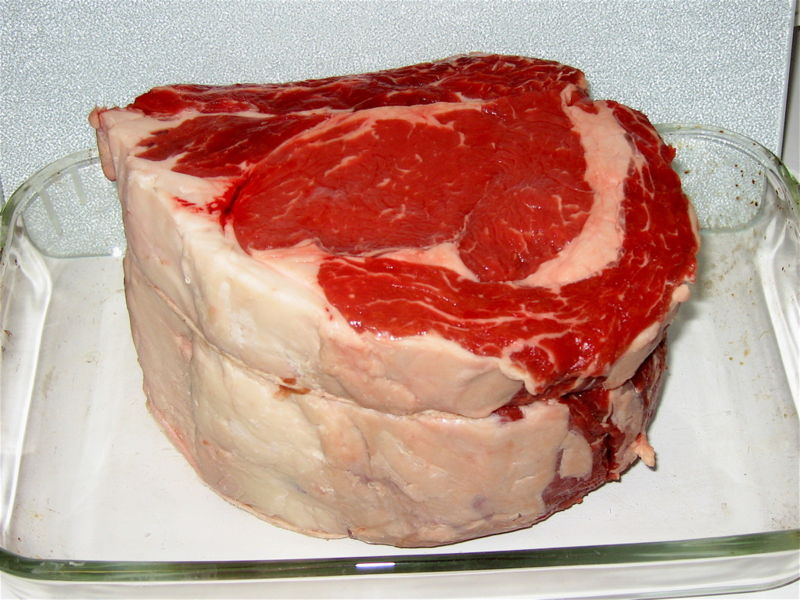
En bit revben som kommer från nötkreatur.

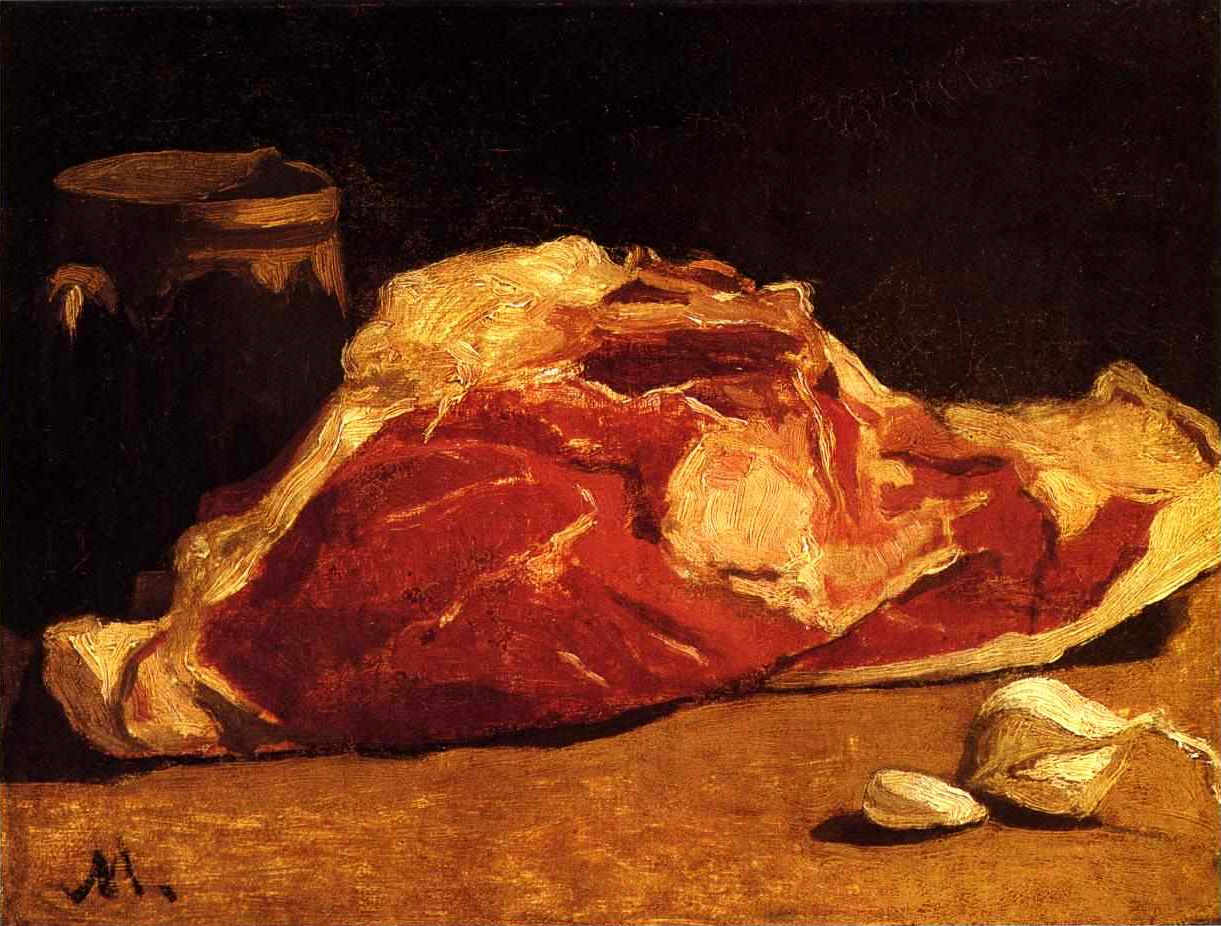
Stilleben, Claude Monet (1864).

Kött är ett födoämne bestående av ätlig muskel- och fettvävnad hos djur. Kött äts av rovdjur, asätare eller allätare. Kött är i många kulturer ett viktigt födoämne för att tillgodose människokroppens behov av näringsämnet protein.
Beroende på vilken djurart köttet kommer ifrån kan man prata om nötkött (från nötkreatur), lamm- och fårkött, fläskkött (från gris), viltkött (från bland annat älg, vildsvin, hjort, höns- och havsfåglar och ren) fiskkött och fågelkött (exempelvis kycklingkött) och så vidare.

## Lagring och tillagning
En slaktare eller en styckare styckar djurkroppen i mindre bitar, så kallade styckningsdetaljer. Oftast sker uppdelningen efter de stora musklerna, efter djurets anatomi. Köttet kan därefter beredas på olika sätt för att klara lagring under en längre tid. Historiskt sett var saltning, gravning, rökning, rimning och torkning de vanligaste. Idag fryser man ofta kött. Köttet kan tillredas i större eller mindre bitar och genom att malas till köttfärs.
Många typer av kött brukar tillagas genom att köttet upphettas genom exempelvis kokning, stekning, grillning eller fritering, men vissa sorter, framför allt nötkött och fisk, exempelvis sushi, äts även råa. Vid konsumtion av rått kött är risken större att köttet innehåller bakterier och eventuellt parasiter, vilket ställer större hygieniska krav på hanteringen av kött som skall ätas rått. Exempel på råa nötkötträtter är gravat kött och råbiff, exempel på rå fisk är många former av sushi och ceviche.

## Rött och vitt kött
| De största köttkonsumenterna (2003) |             |                              |
| Rank                                | Land        | Konsumtion per capita (i kg) |
| 1                                   | USA         | 123                          |
| 2                                   | Spanien     | 121                          |
| 3                                   | Australien  | 118                          |
| 4                                   | Österrike   | 112                          |
| 5                                   | Danmark     | 111                          |
| 6                                   | Nya Zeeland | 109                          |
| 7                                   | Cypern      | 108                          |
| 8                                   | Irland      | 102                          |
| 9                                   | Kanada      | 98                           |
| 10                                  | Frankrike   | 98                           |

De flesta typer av kött är mer eller mindre röda till färgen, bortsett ifrån fiskkött som i regel har en vit eller grå färg och fågelkött som ofta är ljust rosa. Mängden syrebindande protein, myoglobin, har stor betydelse för köttets färg. Nötkött har mer myoglobin än fläskkött och har därför en rödare färg.
Kött har i USA delats upp i termerna rött respektive vitt kött. Med rött kött menas då bland annat nötkött, fläskkött, lamm- och fårkött och viltkött. Vitt kött är främst kött från fåglar som kyckling och kalkon. Ett undantag är dock strutskött som räknas som rött kött då det påminner mer om nötkött än om andra fåglars kött.

## Hälsorisker med köttkonsumtion
Processade köttprodukter såsom bacon och korv kan leda till diabetes och hjärt- och kärlsjukdomar.

## Substitut till kött
Som substitut till kött kan till viss del mjölkprodukter, ägg eller soja, användas.